# كلية الطب (جامعة بغداد)
تأسست الكلية الطبية الملكية العراقية التي سُميت لاحقاً كلية الطب في جامعة بغداد سنة 1927، بإصرار ومتابعة نخبة من الأطباء الدارسين والعائدين من كلية الطب في إسطنبول وعلى رأسهم سامي شوكت وهاشم الوتري وفائق شاكر وصائب شوكت ويعاونهم فئة من الأطباء الإنجليز وعلى رأسهم هاري سندرسن. وتبؤ كرسي عمادتها أساتذة أطباء أولهم كان الأستاذ الدكتور هاري سندرسن ونجحت وتطورت الكلية فيما بعد حتى اعترف بها عالمياً.

## رؤية الكلية
كلية الطب الأم تبقى الكلية الرائدة من كليات الطب في العراق والمحافظة على مكانتها العلمية المتقدمة بين كليات الطب العربية والعالمية في المجالين الاكاديمي والبحثي.

## رسالة الكلية
الرسالة الاساسية لكلية الطب – جامعة بغداد هي اعداد الطلبة لممارسة الطب وفق المعايير الطبية العالية والجودة العالمية طيلة حياتهم العلمية.

## أهداف الكلية

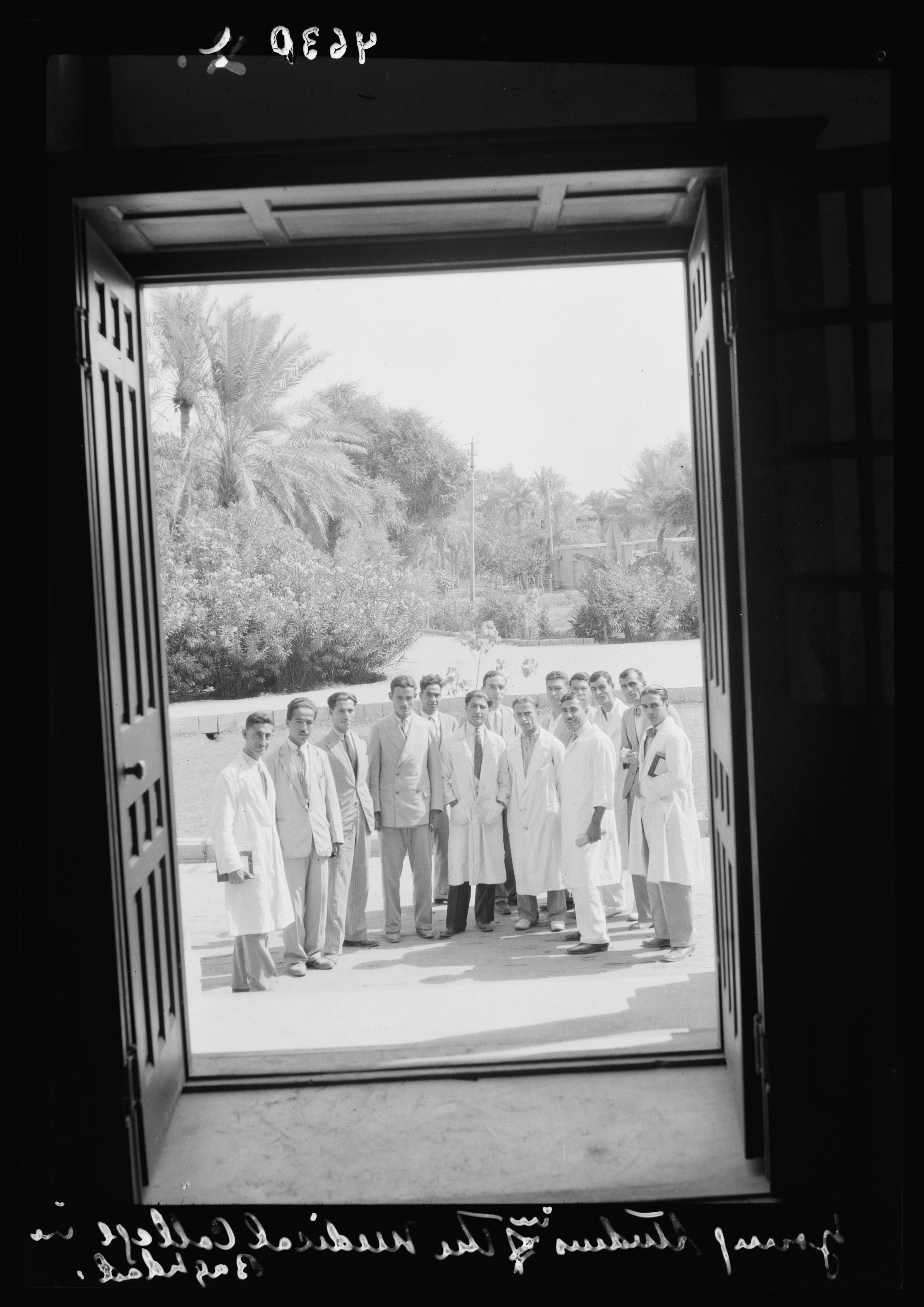
مجموعة من طلاب الكلية الطبية الملكية عام 1932

الحاجة إلى أطباء الرعاية الصحية الأولية وإلى كافة الاختصاصات الطبية لمعالجة الأشخاص وليس الأعراض المرضية والنفسية فقط مما دفع الكلية للتركيز على الأهداف التالية:
1. تخريج أطباء حاصلين على شهادة البكالوريوس في الطب والجراحة العامة ومكتسبين المعلومات والقدرات المهنية والاتجاهات السلوكية وذوي كفاءة عالية تؤهلهم للممارسة الآمنة والفاعلة لمهنة الطب مع التركيز الخاص على مجال الرعاية الصحية الأولية.
2. إعداد أطباء قادرين على تحديد نوعية وحجم المشاكل الصحية الشائعة في المجتمع والسبل الكفيلة بمعالجتها والحد من انتشارها.
3. اعتماد مبدأ التعليم مدى الحياة وتقييم الاستراتيجيات.
4. اكتساب القدرات والمهارات التي تؤهلهم للالتحاق بالدراسات العليا وبرامج تدريبية تسمح لهم بالتخصص والارتقاء بالأداء والتطور المهني.
5. التأكيد على المبادئ والاتجاهات والقيم لممارسة العلوم الطبية.
6. تأمين نظام صحي متكامل وبالتنسيق والتعاون مع وزارة الصحة العراقية ومنظمة الصحة العالمية.
7. إنجاز برامج بحثية حول مشاكل المجتمع وحاجاته الصحية.
8. إعداد أطباء يجيدون الاستماع للمريض ويتفهمون مشاكله الصحية ويتم إنجاز ذلك من خلال التدريبات السريرية المبكرة خلال دراستهم الجامعية.

## من مشاهير الخريجين

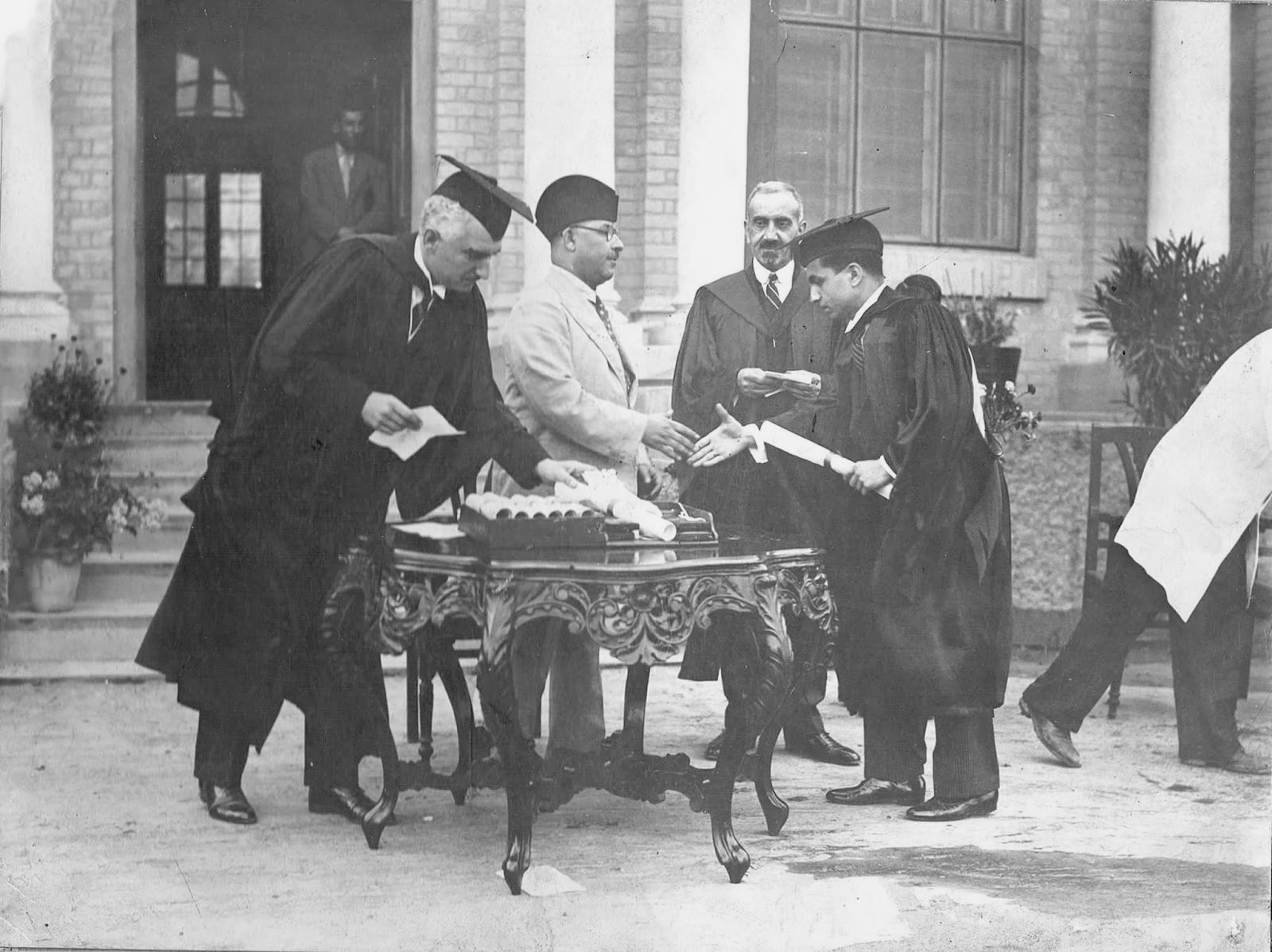
سلمان فائق يتسلم شهادته من الكلية الطبية ويقابله الطبيب هاري سندرسن، وهو يلتقط شيئا من المنضدة، وبجانبه وزير الصحة حنا خياط، والذي يمد يده لمصافحته هو رئيس الوزراء العراقي جميل المدفعي، والتقطت الصورة في حفل تخرج الدورة الثانية لطلاب الكلية الطبية الملكية العراقية في عام 1933م

- سلمان فائق آل شاكر: تخرج منها عام 1933م، وعين في منصب عمادة الكلية بين عامي 1962 - 1963م.
- كمال السامرائي
- منجد المدرس: أستاذ مشارك لجراحة العظام في مدرسة الطب بجامعة نوتردام أستراليا في مدينة سيدني.
- شوكت محمود، مدير معهد الأشعة.
- فخري الدباغ، عميد كلية الطب في جامعة الموصل للفترة 1974 - 1979.
- قاسم المفتي.
- آمنة صبري مراد.
- غسان موسى كاظم.
- خالدة عبد الوهاب القيسي
- فائزة عاصم الراوي.
- عبد اللطيف البدري.
- لميعة البدري.
- فلاح شوكت النائب.
- زهير البحراني.
- حسين ثابت الأورفلي.
- شاكر توفيق السكافي
- هادي سعيد السباك
- تحرير إسماعيل الكيلاني
- أسامة نهاد رفعت

## من أعضاء هيئة التدريس
- عبد المجيد تايه (1933-1995)، طبيب وسياسي وقيادي فلسطيني، عمل أستاذًا ومحاضرًا في الكلية فترة السبعينات.[4]

## وصلات خارجية
الموقع الإلكتروني